# Angie Bjorklund
Angie Bjorklund, née le 14 juillet 1989 à Spokane (Washington), est une joueuse américaine professionnelle de basket-ball, championne NCAA 2008 avec les Tennessee Lady Vols.

## Biographie
« Mon grand-père, mon oncle et mon père ont été de bons joueurs de basket. Ma sœur, Jami, a aussi joué en NCAA, la ligue universitaire principale. Alors on peut dire que la famille Bjorklund est très basket (...) J'adore le basket et les enfants. Alors je me suis dit : pourquoi pas faire quelque chose avec les deux ? Rendre ce que le basket m'a donné». Cette passionnée de la balle orange a donc organisé à l'été 2012 ses premiers camps de basket-ball pour les jeunes dans le Tennessee.
En 2007, elle est nommée WBCA All-American et participe au WBCA High School All-America Game, où elle marque 11 points. Elle intègre l'une des meilleures universités en basket-ball, Tennessee, où elle joue avec Candace Parker et où elle établit le nouveau record (300) des tirs réussis à 3 points.
Lors de la draft 2011, elle est choisie en 17e position par le Sky de Chicago. Son contrat est rompu par le Sky le 22 juillet 2011. 
Sa saison se conclut de manière anticipée à cause d'une blessure au pied que la prive six mois de terrain, avant de signer en janvier 2012 en Israël à Netanya.
Après une saison LFB 2012-2013 à Perpignan, elle arrête sa carrière de joueuse pour rejoindre l'encadrement de l’équipe féminine de Bulldogs de Gonzaga. Mais elle décide en novembre 2016 de renouer avec la compétition à Tarbes sous les ordres de son ancien entraineur en France François Gomez. Elle y remplace sa compatriote Asia Boyd.
Finaliste de LFB avec Tarbes en 2018, elle signe pour 2018-2019 avec Villeneuve-d'Ascq.
Après trois saisons en LFB elle quitte la France pour l'Italie et rejoint la Lega Basket Femminile. Elle s'engage avec le club de San Martino di Lupari qui évolue en série A1 (la ligue 1 nationale). 

## Palmarès
- avec l'équipe américaine des moins de 19 ans en 2007
- Championne NCAA 2008 avec Tennessee